# Mike White
Michael Christopher White (nascido em 28 de junho de 1970) é um escritor, ator, produtor e diretor de televisão e cinema norte-americano. Ele ganhou vários prêmios, incluindo o Prêmio Independent Spirit John Cassavetes pelo filme de 2000 Chuck & Buck, que ele escreveu e estrelou. Ele escreveu roteiros para filmes como School of Rock (2003) e dirigiu vários filmes que escreveu, como Brad's Status (2017). Ele foi o co-criador, produtor executivo, escritor, diretor e ator da série Enlightened, da HBO. White também é conhecido por suas aparições em reality shows, competindo em duas temporadas de The Amazing Race e mais tarde se tornando um competidor e vice-campeão em Survivor: David vs. Goliath. Ele criou, escreve e dirige a série antológica de comédia de sátira da HBO, The White Lotus.